# Ronin
 For alternative betydninger, se Ronin (flertydig). (Se også artikler, som begynder med Ronin)
Ronin (浪人, rōnin), var en japansk kriger, som ikke havde nogen herre under den feudale periode (før 1867-1869 e.Kr.).

## Etymologi
Ronin, eller mere korrekt stavet rōnin, betyder på japansk "bølge-mand". Betegnelsen er kendt tilbage fra Nara-perioden (710 – 741 e.Kr.), hvor betegnelsen refererede til en person, som var undergivet en anden persons myndighed og forpligtet til at arbejde for ham og bo på hans jord, men ikke længere tjener under denne herre. Heraf kommer betegnelsen herreløs kriger.

## Historie
Før Edo-perioden (før 1603 e.Kr.) havde lensherrerne (daimyo) periodevis behov for krigere, når der var krig. Ronin kunne herved få mulighed for at tjene en herre. En mindre flatterende kendsgerning var, at nogle ronin tjente deres levebrød gennem kriminelle handlinger. Ninja (lejesoldater) rekutterede primært blandt kriminelle, hvorved den kriminelle ronin således kunne få beskæftigelse, -med udsigt til dødsstraf, hvis han blev pågrebet. Alternativet var, at ronin kunne skifte erhverv og ernære sig som bonde eller købmand.
I den fredlige Edo-periode (1603-1868 e.Kr.) havde lensherrerne ikke længere det store behov for en stående hær og dermed ikke længere behov for rekuttering af ronin. I denne periode blev mange samuraier herreløse og skiftede dermed status til ronin. I starten af denne periode ændrede samfundets syn på ronin. Tokugawa shogunatet anså ronin som 'udskudte' mennesker, fordi de blev karakteriseret som farlige. De blev herved forvist eller indlemmet i distrikter. Der er flere eksempler på, at såfremt en samurai fik status som ronin, begik denne person selvmord, fordi det var forbundet med skam at blive 'degraderet' fra samurai til ronin. Senere i denne periode blev shogunatets politik lempet, hvorved det atter blev muligt for ronin at få beskæftigelse hos en herre.
Eksempel på en meget kendt ronin er Miyamoto Musashi, som har fået hovedfiguren i adskillige film.